# Élections législatives de 1993 en Nouvelle-Calédonie
Les élections législatives françaises de 1993 se déroulent le 21 mars. Dans la collectivité de la Nouvelle-Calédonie, deux députés sont à élire dans le cadre de deux circonscriptions.

## Élus
| Circonscription | Député sortant  | Parti | Parti | Député élu ou réélu | Parti | Parti |
| --------------- | --------------- | ----- | ----- | ------------------- | ----- | ----- |
| 1re             | Jacques Lafleur |       | RPCR  | Jacques Lafleur     |       | RPCR  |
| 2e              | Maurice Nénou   |       | RPCR  | Maurice Nénou       |       | RPCR  |

## Résultats

### Résultats à l'échelle de la collectivité
|                | Rassemblement pour la République      | 28 259 | 53,70  | 2 |  |  |
|                | Divers droite                         | 7 822  | 14,86  | 0 |  |  |
|                | Union pour la France                  | 36 081 | 68,56  | 2 |  |  |
|                |                                       |        |        |   |  |  |
|                | Mouvement des radicaux de gauche      | 1 255  | 2,38   | 0 |  |  |
|                | Alliance des Français pour le progrès | 1 255  | 2,38   | 0 |  |  |
|                |                                       |        |        |   |  |  |
|                | Union calédonienne                    | 11 545 | 21,94  | 0 |  |  |
|                | Front national                        | 1 520  | 2,89   | 0 |  |  |
|                | Extrême droite                        | 1 281  | 2,43   | 0 |  |  |
|                | Divers                                | 943    | 1,79   | 0 |  |  |
|                |                                       |        |        |   |  |  |
| Inscrits       | Inscrits                              | 94 925 | 100,00 | 2 |  |  |
| Abstentions    | Abstentions                           | 40 515 | 42,68  |   |  |  |
| Votants        | Votants                               | 54 410 | 57,32  |   |  |  |
| Blancs et nuls | Blancs et nuls                        | 1 785  | 3,28   |   |  |  |
| Exprimés       | Exprimés                              | 52 625 | 96,72  |   |  |  |

### Résultats par circonscription

#### Première circonscription (Nouméa - Îles Loyauté)
|                | Jacques Lafleur sortant réélu | RPR (UPF)      | 14 245 | 53,28  |  |  |  |
|                | Dick Ukeiwé                   | Divers droite  | 4 288  | 16,04  |  |  |  |
|                | Rock Wamytan                  | UC             | 3 829  | 14,32  |  |  |  |
|                | Guy George                    | FN             | 1 520  | 5,68   |  |  |  |
|                | Claude Sarran                 | Extrême droite | 1 281  | 4,79   |  |  |  |
|                | Paulo Vakalepu                | MRG            | 503    | 1,88   |  |  |  |
|                | Alefosio Lakina               | Divers         | 373    | 1,4    |  |  |  |
|                | Jean-Michel Cheval            | Divers droite  | 363    | 1,36   |  |  |  |
|                | Bernard Marant                | Divers droite  | 336    | 1,26   |  |  |  |
|                |                               |                |        |        |  |  |  |
| Inscrits       | Inscrits                      | Inscrits       | 48 036 | 100,00 |  |  |  |
| Abstentions    | Abstentions                   | Abstentions    | 20 321 | 42,3   |  |  |  |
| Votants        | Votants                       | Votants        | 27 715 | 57,7   |  |  |  |
| Blancs et nuls | Blancs et nuls                | Blancs et nuls | 977    | 3,53   |  |  |  |
| Exprimés       | Exprimés                      | Exprimés       | 26 738 | 96,47  |  |  |  |

#### Deuxième circonscription (Grande Terre)
|                | Maurice Nénou sortant réélu | RPR (UPF)      | 14 014 | 54,14  |  |  |  |
|                | Léopold Jorédié             | UC             | 7 716  | 29,81  |  |  |  |
|                | Justin Guillemard           | Divers droite  | 2 269  | 8,77   |  |  |  |
|                | Aloisio Sako                | MRG            | 752    | 2,9    |  |  |  |
|                | Anthony Wendt               | Divers         | 570    | 2,2    |  |  |  |
|                | Georges Devillers           | Divers droite  | 566    | 2,19   |  |  |  |
|                |                             |                |        |        |  |  |  |
| Inscrits       | Inscrits                    | Inscrits       | 46 889 | 100,00 |  |  |  |
| Abstentions    | Abstentions                 | Abstentions    | 20 194 | 43,07  |  |  |  |
| Votants        | Votants                     | Votants        | 26 695 | 56,93  |  |  |  |
| Blancs et nuls | Blancs et nuls              | Blancs et nuls | 808    | 3,03   |  |  |  |
| Exprimés       | Exprimés                    | Exprimés       | 25 887 | 96,97  |  |  |  |